# Cistudinella
Cistudinella is een geslacht van kevers uit de familie bladkevers (Chrysomelidae).
De wetenschappelijke naam van het geslacht werd in 1894 gepubliceerd door George Charles Champion.

## Soorten
- Cistudinella foveolata Champion, 1893